# カニャーダ・ストロンゲストの戦い
カニャーダ・ストロンゲストの戦い（カニャーダ・ストロンゲストのたたかい、スペイン語: Batalla de Cañada Strongest）はチャコ戦争中の1934年5月10日から5月25日にかけて、パラグアイとボリビアの間で戦われた戦闘。チャコ戦争におけるボリビア最大の勝利で、カニャーダ・ストロンゲストから約60キロメートル南西、カニャーダ・エスペランサ（Cañada Esperanza）という乾いた川の近くで行われた。当時、ボリビア＝アルゼンチン国境のバリビアン砦（Ballivian）はボリビアが国境を守備するための重要な要塞であり、パラグアイはバリビアン砦に側面から攻撃をしかけた後、砦を占領することを計画した。パラグアイは亜熱帯植物の森から道を開こうとしたが、ボリビアは空軍の偵察でそれを発見、こっそりと近づいてパラグアイ軍を包囲した。ボリビア軍は十分な数のパラグアイ軍が包囲圏に入った後に襲撃を仕掛けた。ボリビア軍の動きを偵察するためのパラグアイ分遣隊250人も包囲され、5月25日にロブレゴ街道（Lóbrego、パラグアイの第1戦列とカニャーダ・エスペランサを繋ぐ道）で捕虜にされた。ボリビア軍はパラグアイ軍1,500人を捕虜にし、多くの武器や補給を鹵獲した。一方、パラグアイ軍では400人が戦死した。しかし、パラグアイ軍の1個師団や一部の残兵は脱出に成功した。